# شيح أسود
شيح أسود أو أرطماسيا سوداء أو أرطماسيا أنثى (الاسم العلمي Artemisia genipi)، هو نبات معمر من فصيلة النجمية وهي من الأنواع المعشوشبة، تنبت على صخور الجبال العالية حتى 3،400 متراً. تنمو في باقات صغيرة تعلو من 4 إلى 15 سم. سوقها فردية مُزهرة. أوراقها سيرية مُرمدة اللون،
حريرية المظهر. أزهارها أنبوبية صفراء اللون. رائحتها الأبسنت القوية. طعمها مر. الأرطماسيا السوداء تنمو في باقات منعزلة ذات سُنبلة زهرية
أو سُنبلتين وحيدتي الاتجاه، رؤيساتها مُسودًّة اللون، صغيرة لاطئة. تحتوي النبتة المزهرة والجذور على زيت دهني وجواهر مرة.

## المنافع الطبية
تُستعمل في فقدان الشهية، الوهن، ضعف الحيوية، النهك النفساني ، إصابات رئوية مُتسببة عند البرد.
التهاب المعدة والمعَى. لزدياة الشهية نُقاعة من 3 غرامات رؤوس مُزهرة في فنجان ماء غال.
كذلك نقاعة ملعقة صغيرة نبات مُزهر في فنجان ماء، في شَحّ الطمث وسوى ذلك.